# Давід Нерес
Давід Нерес Кампос (порт. David Neres Campos більш відомий, як Давід Нерес порт. David Neres; нар. 3 березня 1997, Сан-Паулу) — бразильський футболіст, нападник італійського «Наполі».

## Клубна кар'єра
Нерес — вихованець клубу «Сан-Паулу». 18 жовтня 2016 року в матчі проти «Флуміненсе» він дебютував в бразильській Серії А. 22 жовтня в поєдинку проти «Понте-Прети» Давід забив свій перший гол за «Сан-Паулу».
На початку 2017 року Нерес перейшов в амстердамський «Аякс». Сума трансферу склала 12 млн євро. 26 лютого в матчі проти «Гераклеса» він дебютував в Ередивізі, замінивши у другому таймі Каспера Дольберга.
14 січня «Аякс» офіційно повідомив про трансфер гравця до складу донецького «Шахтаря». Сума трансферу склала €12 млн, а враховуючи бонуси може збільшитися до €16 млн.

## Міжнародна кар'єра
2017 року Нерес у складі молодіжної збірної Бразилії взяв участь у молодіжному чемпіонаті Південної Америки в Еквадорі. На турнірі він зіграв у матчах проти команд Чилі, Парагваю, Венесуели, Аргентини, Уругваю і двічі Еквадору та Колумбії, проте зайняв з командою лише 5 місце.
8 березня 2019 року отримав дебютний виклик до національної збірної Бразилії. Він замінив травмованого Вінісіуса Жуніора у заявці на товариські матчі проти збірних Панами та Чехії. 26 березня відбувся дебют гравця за національну збірну. Він вийшов у основному складі проти збірної Чехії та був замінений на 63 хвилині на Рішарлісона. 9 червня забив свій перший гол за національну збірну, відзначившись у товариському матчі проти збірної Гондурасу.
У червні 2019 року Нерес потрапив у заявку збірної Бразилії на домашній Кубок Америки. У матчах групового етапу проти збірних Болівії та Венесуели виходив у стартовому складі. Після цих матчів, більше участі у турнірі не брав, а збірна Бразилії здобула чемпіонство.

## Статистика кар'єри

### Статистика клубних виступів
Статистичні дані наведено станом на 14 січня 2022 року
| Сезон                 | Команда               | Чемпіонат             | Чемпіонат | Чемпіонат | Кубок країни | Кубок країни | Кубок країни | Континентальні кубки | Континентальні кубки | Континентальні кубки | Інші змагання | Інші змагання | Інші змагання | Усього | Усього |
| Сезон                 | Команда               | Ліга                  | Ігор      | Голів     | Ліга         | Ігор         | Голів        | Ліга                 | Ігор                 | Голів                | Ліга          | Ігор          | Голів         | Ігор   | Голів  |
| --------------------- | --------------------- | --------------------- | --------- | --------- | ------------ | ------------ | ------------ | -------------------- | -------------------- | -------------------- | ------------- | ------------- | ------------- | ------ | ------ |
| 2016                  | «Сан-Паулу»           | СА                    | 8         | 3         | КП           | 3            | 0            | —                    | —                    | —                    | —             | —             | —             | 11     | 3      |
| 2016-17               | «Йонг Аякс»           | ЕЕ                    | 4         | 2         | —            | —            | —            | —                    | —                    | —                    | —             | —             | —             | 4      | 2      |
| 2017-18               | «Йонг Аякс»           | ЕЕ                    | 1         | 1         | —            | —            | —            | —                    | —                    | —                    | —             | —             | —             | 1      | 1      |
| Всього за «Йонг Аякс» | Всього за «Йонг Аякс» | Всього за «Йонг Аякс» | 5         | 3         | —            | —            | —            | —                    | —                    | —                    | —             | —             | —             | 5      | 3      |
| 2016-17               | «Аякс»                | ЕР                    | 8         | 3         | КН           | 0            | 0            | ЛЄ                   | 4                    | 0                    | —             | —             | —             | 12     | 3      |
| 2017-18               | «Аякс»                | ЕР                    | 32        | 14        | КН           | 2            | 0            | ЛЧ+ЛЄ                | 2+1                  | 0                    | —             | —             | —             | 37     | 14     |
| 2018-19               | «Аякс»                | ЕР                    | 29        | 8         | КН           | 6            | 1            | ЛЧ                   | 15                   | 3                    | —             | —             | —             | 50     | 12     |
| 2019-20               | «Аякс»                | ЕР                    | 12        | 6         | КН           | 0            | 0            | ЛЧ                   | 8                    | 0                    | СКН           | 0             | 0             | 20     | 6      |
| 2020-21               | «Аякс»                | ЕР                    | 25        | 3         | КН           | 4            | 2            | ЛЧ+ЛЄ                | 4+6                  | 1+2                  | —             | —             | —             | 39     | 8      |
| 2021-22               | «Аякс»                | ЕР                    | 15        | 3         | КН           | 1            | 0            | ЛЧ                   | 5                    | 1                    | СКН           | 1             | 0             | 22     | 4      |
| Всього за «Аякс»      | Всього за «Аякс»      | Всього за «Аякс»      | 121       | 37        | —            | 13           | 3            | —                    | 45                   | 7                    | —             | 1             | 0             | 180    | 47     |
| 2021-22               | «Шахтар»              | УПЛ                   | 0         | 0         | КУ           | 0            | 0            | —                    | —                    | —                    | —             | —             | —             | 0      | 0      |
| Всього за кар'єру     | Всього за кар'єру     | Всього за кар'єру     | 134       | 43        | —            | 16           | 3            | —                    | 45                   | 7                    | —             | 1             | 0             | 196    | 53     |

### Статистика виступів за збірну
Станом на 17 жовтня 2023 року
| Дата       | Місто         | Господарі | Результат | Гості     | Турнір                            | Голи | Примітки |
| ---------- | ------------- | --------- | --------- | --------- | --------------------------------- | ---- | -------- |
| 26-3-2019  | Прага         | Чехія     | 1 – 3     | Бразилія  | товариський матч                  | -    | 67'      |
| 6-6-2019   | Бразиліа      | Бразилія  | 2 – 0     | Катар     | товариський матч                  | -    | 63'      |
| 9-6-2019   | Порту-Алегрі  | Бразилія  | 7 – 0     | Гондурас  | товариський матч                  | 1    |          |
| 14-6-2019  | Сан-Паулу     | Бразилія  | 3 – 0     | Болівія   | Копа Америка 2019 - груповий етап | -    | 84'      |
| 18-6-2019  | Салвадор      | Бразилія  | 0 – 0     | Венесуела | Копа Америка 2019 - груповий етап | -    | 72'      |
| 7-9-2019   | Маямі-Гарденс | Бразилія  | 2 – 2     | Колумбія  | товариський матч                  | -    | 84'      |
| 10-9-2019  | Лос-Анджелес  | Бразилія  | 0 – 1     | Перу      | товариський матч                  | -    | 64'      |
| 17-10-2023 | Монтевідео    | Уругвай   | 2 – 0     | Бразилія  | Відбір до ЧС 2026                 | -    | 73'      |
| Усього     |               | Матчів    | 8         |           | Голів                             | 1    |          |

## Титули і досягнення
- Чемпіон Нідерландів (2):

«Аякс»: 2018-19, 2020-21
- Володар Кубка Нідерландів (2):

«Аякс»: 2018-19, 2020-21
- Володар Суперкубка Нідерландів (1):

«Аякс»: 2019
- Чемпіон Португалії (1):

«Бенфіка»: 2022-23
- Володар Суперкубка Португалії (1):

«Бенфіка»: 2023
- Чемпіон Італії (1):

«Наполі»: 2024-25
Збірні
- Переможець Кубка Америки: 2019